# Ada Nield Chew
Ada Nield Chew, född 28 januari 1870 i North Staffordshire, död 27 december 1945 i Burnley, var en brittisk arbetar- och fackföreningsledare.
Chew uppmärksammades 1894, då hon i Crewe Chronicle, under signaturen "A Crewe Factory Girl", en serie insändare i vilka hon kritiserade arbetsförhållandena på den textilfabrik, där hon var anställd. Hon var medlem av Independent Labour Party och verkade inom Women's Trade Union League till 1908, då hon anslöt sig till rösträttsrörelsen. Hennes artiklar och noveller publicerades i en rad tidningar, bland annat Freewoman, och betonade vikten av att kvinnor skulle vara ekonomiskt oberoende av sina makar och delaktiga i den politiska processen på alla nivåer. År 1982 publicerade dottern Doris Nield Chew en av henne redigerad samling texter av modern med biografiska uppgifter.